# Spivey’s Corner
Spivey's Corner – jednostka osadnicza w Stanach Zjednoczonych, w stanie Karolina Północna, w hrabstwie Sampson.